# 春川ますみ
春川 ますみ（はるかわ ますみ、1935年11月10日 - ）は、日本の女優。栃木県宇都宮市出身。本名は瀧川 マチエ（たきがわ まちえ）。

## 来歴・人物
昭和30年代初頭から浅草ロック座でメリー・ローズという芸名でダンサーとして活躍した。その風貌からダルマちゃん、ジャンボちゃんの愛称で親しまれた。やがて日劇ミュージックホールに舞台を移して間もなく映画界からスカウトされ、1959年に『グラマ島の誘惑』で役者デビュー、以降本格派女優への転身を図る。
東映映画「トラック野郎シリーズ」では10作中8作に出演。もう一人の主人公であるヤモメのジョナサンこと松下金造（演:愛川欽也）の妻・松下君江を演じた。また、1980年から1992年にかけて不定期で放送されたドラマ赤かぶ検事奮戦記(フランキー堺主演シリーズ)では、フランキー演じる主人公の女房役として全作品に出演している。
2001年にテレビドラマに出演したのを最後に芸能活動は行っていない。

## 出演

### 映画
- 魔子恐るべし（1954年、東宝）オープニング・クレジットに名前あり。ダンサー役。
- 続・社長三代記（1958年、東宝） *デビュー作
- グラマ島の誘惑（1959年、東宝） - 内田まさ（慰安婦）
- 一刀斎は背番号6（1959年） - 山川ハルミ
- パイナップル部隊（1959年） - ベティ
- 続・社長太平記（1959年） - 深尾キン子
- 歌麿をめぐる五人の女（1959年） - お蝶
- 飛びっちょ勘太郎（1959年） - 女郎屋の用心棒
- 伴淳・アチャコのおやじ教育（1959年） - 田中春子
- 女子大学生 私は勝負する（1959年） - 山川涼子
- 危険なラブレター（1959年） - 馬場ベニ子
- 天下の大泥棒　白浪五人男（1960年） - お駒（壺栄の女中）
- 自由ケ丘夫人（1960年） - 中華そば屋
- 痴人の愛（1960年） - 正子
- 大穴（1960年） - 千代菊
- 黄色いさくらんぼ（1960年） - ストリッパー・リリー
- 金づくり太閤記（1960年） - せんりょう京子
- 暴れん坊三羽烏（1960年） - シャーリー・陳
- すれすれ（1960年） - 千加子
- 人も歩けば（1960年） - ナミ子
- 柳生一番勝負　無頼の谷（1961年） - お秋
- 泥だらけの拳銃（1961年） - ハルミ
- 腰抜け女兵騒動（1961年） - 女兵副隊長・芳蓮
- 縞の背広の親分衆（1961年） - 赤毛の女
- 漫画横丁 アトミックのおぼん スリますわヨの巻（1961年） - デラックスのお富
- 漫画横丁 アトミックのおぼん 女親分対決の巻（1961年） - デラックスのお富
- 女ばかりの夜（1961年、東宝） - 原田
- 私たちの結婚（1962年） - 有島倫子
- 女弥次喜多　タッチ旅行（1963年） - あさ
- にっぽん昆虫記（1963年、日活） - 谷みどり
- 現代金儲け物語（1964年） - 松井ひろみ
- 散歩する霊柩車（1964年） - 麻見すぎ江
- モンローのような女（1964年） - モデル
- 眠狂四郎女妖剣（1964年） - お仙
- 続・拝啓天皇陛下様（1964年） - パンパンの朱実
- 赤い殺意（1964年、日活） - 高橋貞子
- くノ一化粧（1964年） - 伽羅
- 波影（1965年） - さだ代
- 黒い猫（1965年）
- おんな番外地 鎖の牝犬（1965年）
- 怪談せむし男（1965年）
- ちんころ海女っこ（1965年）
- 狸穴町０番地（1965年）
- 裸の青春（1965年）
- 無頼漢仁義（1965年）
- 赤い手裏剣（1965年）
- いろ（1965年）
- 六人の女を殺した男（1965年）
- 旗本やくざ（1966年）
- 三等兵親分（1966年）
- 続・おんな番外地（1966年）
- ごんたくれ（1966年）
- 続・酔いどれ博士（1966年）
- 日本一のマジメ人間（1966年）
- 冒険大活劇 黄金の盗賊（1966年）
- 男なんてなにさ（1966年）
- 脅迫　おどし（1966年、東映） - 三沢の妻(弘子) 役
- ラーメン大使（1967年）
- 大番頭小番頭（1967年）
- 東京博徒（1967年）
- 爆笑野郎 大事件（1967年）
- 育ちざかり（1967年） - アケミ
- 座頭市鉄火旅（1967年）
- 柳ケ瀬ブルース（1967年）
- まっぴら社員遊侠伝（1968年）
- 喜劇　泥棒学校（1968年）
- 横紙破りの前科者（1968年）
- 極道社員遊侠伝（1968年）
- 極悪坊主　人斬り数え唄（1968年）
- ザ・タイガース 華やかなる招待（1968年）
- 昭和元禄ハレンチ節（1968年）
- 怪談残酷物語（1968年）
- あゝ予科練（1968年）
- サラリーマン悪党術（1968年）
- 前科者（1968年）
- クレージー映画シリーズ（東宝＝渡辺プロ）
  - クレージーメキシコ大作戦（1968年）
  - クレージーのぶちゃむくれ大発見（1969年）
- 肉弾（1968年、ATG）
- とめてくれるなおっ母さん（1969年）
- 五人の賞金稼ぎ（1969年）
- 喜劇 駅前桟橋（1969年）
- 喜劇 新宿広場（1969年）
- 全員集合!!シリーズ（松竹）
  - いい湯だな　全員集合!!（1969年）
  - 春だドリフだ　全員集合!!（1971年）
- 猛烈社員　スリゴマ忍法（1969年）
- 喜劇　女は度胸（1969年）
- 不良番長　送り狼（1969年）
- 二人の恋人（1969年）
- 賞金稼ぎ（1969年）
- 風林火山（1969年、東宝＝三船プロ）
- 喜劇　男売ります（1970年）
- 頑張れ！　日本男児（1970年）
- シルクハットの大親分（1970年）
- 男はつらいよシリーズ（松竹）
  - 男はつらいよ フーテンの寅（1970年）
  - 男はつらいよ 寅次郎子守唄（1974年）
- 家族（1970年、松竹）
- 初めての旅（1971年）
- 喜劇　おめでたい奴（1971年）
- 男一匹ガキ大将（1971年）- 万吉の母親
- 幻の殺意（1971年）
- 湯けむり110番　いるかの大将（1972年）
- 女生きてます　盛り場渡り鳥（1972年）
- 新座頭市物語 折れた杖（1972年）
- あゝ声なき友（1972年）
- 喜劇 男の泣きどころ（1973年）
- 喜劇　黄綬褒章（1973年）
- 青春の海（1974年）
- 喜劇　男の腕だめし(1974年）
- 砂の器（1974年、松竹） - 伊勢二見浦の旅館扇屋の女中澄江
- 田園に死す（1974年、ATG） - 空気女
- 強盗放火殺人囚（1975年、東映）
- 青春の門（1975年）
- 吾輩は猫である（1975年）
- トラック野郎シリーズ（1975年 - 1979年、東映） - 松下君江（やもめのジョナサンこと松下金造の妻）
  - トラック野郎・御意見無用（1975年）
  - トラック野郎・爆走一番星（1975年）
  - トラック野郎・望郷一番星（1976年）
  - トラック野郎・天下御免（1976年）
  - トラック野郎・男一匹桃次郎（1977年）
  - トラック野郎・一番星北へ帰る（1978年）
  - トラック野郎・熱風5000キロ（1979年）
  - トラック野郎・故郷特急便（1979年）
- 瀬戸はよいとこ花嫁観光船（1976年）
- 愉快な極道（1976年）
- キンキンのルンペン大将（1976年）
- 喜劇 百点満点（1976年）
- 続・人間革命（1976年）
- ボクサー（1977年）
- ワニと鸚鵡とおっとせい（1977年）
- ピンク・レディーの活動大写真（1978年）
- 親子ねずみの不思議な旅　THE EXTRAORDINARY ADVENTURES OF The Mouse and His Child（1978年）
- 博多っ子純情（1978年、松竹）
- 本日ただいま誕生（1979年、東映） - 女あんま
- 忍者武芸帖 百地三太夫（1980年）
- スローなブギにしてくれ（1981年）
- パンツの穴（1984年、ジョイパックフィルム）
- 道(1986年）
- メイク・アップ（1987年）
- ハチ公物語（1987年）
- いとしのエリー（1987年、東宝）
- マリリンに逢いたい（1988年）
- 丹波哲郎の大霊界 死んだらどうなる（1989年）
- 仔鹿物語（1991年）
- 遠き落日（1992年、松竹）

### テレビドラマ
- 悪の紋章（1965年 - 1966年、NET / 東映）
- 泣いてたまるか （TBS）
  - 第6話「浪花節だよ人生は」（1966年6月19日） - かよ
  - 第8話「嗚呼、誕生」（1966年7月17日）
  - 第57話「ぼくのお父ちゃん」（1967年10月15日）
  - 第77話「僕は保夫さん」（1968年3月10日）
- 記念樹 第40話「報恩記」（1967年、TBS）- 吉田松子
- 眠狂四郎 第10話（1967年、CX）
- 女と刀（1967年、TBS）- タツヨ
- 三匹の侍 第6シリーズ 第8話「犬侍奮戦録」（1968年、CX） - お照の方
- おやじ太鼓（1968年、TBS） - 鶴待子
- 男はつらいよ （1969年、フジテレビ） - 畠山ツル子
- アテンションプリーズ 第9話、第13話（1970年、TBS）
- おさな妻（1970年 - 1971年、東京12チャンネル） - 吉沢みちよ
- 鬼平犯科帳 第2シリーズ 第7話「夜狐」（1971年、NET / 東宝） - おやす
- ナショナルゴールデン劇場（NET→ANB）
  - だいこんの花シリーズ（1970年 - 1977年）
  - 七色とんがらし （1976年） - むつ子
  - 森繁久彌のおやじは熟年（1981年）
- ザ・ガードマン 第328話「セックス解放の海! 真夏の殺人」（1971年、TBS） - ハルミ
- なんたって18歳!（1971年 - 1972年、TBS） - 丸山サダ子
- 姫君捕物控（1972年、NTV） - 牢名主・おこん
- 火曜日の女シリーズ いとこ同志（1972年、NTV） - 百合の従姉妹
- 長谷川伸シリーズ 第6話「一本刀土俵入」（1972年、NET） - お町
- それぞれの秋（1973年、TBS）
- 顔で笑って（1973年 - 1974年、TBS） - 悠木ひな子
- 唖侍 鬼一法眼 第11話「怒涛の兄弟」（1973年、NTV） - お吉
- 恐怖劇場アンバランス 第3話「殺しのゲーム」（1973年、フジテレビ） - 竹村明子
- わが子は他人（1974年、TBS）
- 家族あわせ（1974年 - 1975年、TBS）
- 水もれ甲介（1974年、NTV） - 大島文子
- 座頭市物語 第12話「やわ肌仁義」（1974年、CX） - おはつ
- ウルトラマンレオ 第40話 - 第51話（1975年、TBS） - 美山咲子[注釈 1]
- 俺たちの勲章 第13話「誘拐」（1975年、NTV） - 宮坂の妻
- 伝七捕物帳 第91話「酔いどれ芸者の心意気」（1975年、NTV）- 小吉 役
- 賞金稼ぎ 第15話「三姉妹のターゲット」（1975年、NET） - ゆき
- 夫婦旅日記 さらば浪人（1976年、CX） - おまち
- 大都会 闘いの日々 第15話「前科者」（1976年、NTV）
- いろはの"い" 第5話「殺意」（1976年、NTV） - 山崎春江
- 江戸を斬るシリーズ（TBS / C.A.L）
  - 江戸を斬るII（第2部） - VI（第6部）（1975年 - 1981年） - お政
  - 江戸を斬るVIII（第8部）（1994年） - お柳
- 水戸黄門（TBS / C.A.L）
  - 第7部 第25話「母恋し、父悲し -高田-」（1976年11月8日） - 千代
  - 第14部 第16話「女傑に惚れた御老公 -新庄-」（1984年2月13日） - お松
  - 第23部 第39話「白いお髭のお婿殿 -府中-」（1995年5月8日） - おかつ
- 気まぐれ天使 第29話「お母さん、あしからズ」（1977年、NTV / ユニオン映画） - 清彦の母
- 銭形平次 第591話「疾風のおはる」（1977年、CX / 東映） - おはる
- あにき（1977年、TBS） - 中沢冴子
- 暴れん坊将軍I - IIシリーズ（1978年 - 1987年、ANB/ 東映） - おさい（初代）
- 破れ新九郎（1978年 - 1979年、ANB） - うわばみのおよし
- 噂の刑事トミーとマツ 第1シリーズ 第25話「トミーまっ青、マツのお見合い」（1980年、TBS / 大映テレビ） - 永井ユキコの母
- 桃太郎侍 第200話「つばめの恩返し」（1980年、NTV）
- 赤かぶ検事奮戦記シリーズ（1980年 - 1992年、ABC）
- 赤い死線（1980年、TBS） - 鈴木刑事の妻
- 玉ねぎむいたら…（1981年、TBS）
- 傑作推理劇場 異人館の遺言書（1981年、テレビ朝日）
- はらぺこ同志（1982年、TBS）
- 源九郎旅日記 葵の暴れん坊（1982年 - 1983年、ANB） - 宮尾
- ザ・サスペンス 松本清張の共犯者（1983年、TBS） - 堀内房子
- 月曜ドラマランド うっかり夫人ちゃっかり夫人（1983年、CX）
- 月曜ワイド劇場 おさな妻 私を抱いて…16歳の初夜（1983年、ANB）
- 土曜ワイド劇場 混浴露天風呂連続殺人2（1983年、ABC）
- 大奥 第12話「見ざる言わざる聞かざる」（1983年、KTV） - おこう
- 京都マル秘指令 ザ新選組（1984年、ABC） - 斉藤美雪
- 月曜ドラマランド 元祖おじゃまんが山田くん（1984年、CX） - 山田イネ
- NHK大河ドラマ 春の波涛（1985、NHK）
- 土曜ワイド劇場 ダイエット殺人事件（1985年、ABC）
- 土曜ワイド劇場 若妻殺し（1985年、ANB）
- 土曜ワイド劇場 血液型殺人事件 霧の那須高原襲われた女探偵（1985年、ABC）
- 火曜サスペンス劇場 グルメを料理する十の方法（1987年、NTV）
- アヒルから白鳥になった女（1987年、TBS）
- あなたが大好き（1988年、TBS）
- おめでた（1989年、TBS）
- 続・三匹が斬る! 第16話「名物の、喧嘩団子が結ぶ恋」（1989年、ANB） - おたつ
- 暴れん坊将軍III 500回記念SP「将軍琉球へ渡る 天下分け目の決闘」（1990年、ANB）
- 月曜ドラマスペシャル 森繁久弥のおやじのヒゲ7（1990年、TBS）
- 裸の大将 第42話「清と老人と海と」（1990年、KTV） - 和子
- 代表取締役刑事 第11話「青い鳥」（1991年、ANB）
- 愛しの刑事 第11話「轢き逃げ! 2人の母の闘い!!」（1992年、ANB）
- はぐれ刑事純情派 第5シリーズ 第8話「消された指紋 安浦家に来た家政婦」（1992年、ANB）
- 風林火山（1992年、NTV）
- ウーマンドリーム（1992年、KTV） - 大西都志子
- 火曜サスペンス劇場 わが町シリーズ（1992年 - 1998年、NTV） - 小林ノブ
- 天晴れ夜十郎（1996年 - 1997年、NHK）
- 金曜エンタテイメント 温泉名物女将!湯の町事件簿1（2001年、CX） - 小林歌子

### CM
- ロート製薬 パンシロン
- 白鶴酒造 清酒 白鶴、サケパック
- 大森屋 海苔
- 東洋水産 まるちゃんホットワンタン